# Степанівка (селище)
Степа́нівка — селище, центр Степанківської селищної громади Сумського району Сумської області України.

## Географічне розташування
Селище міського типу Степанівка лежить на берегах річки Сумка (переважно на лівому березі). Через селище протікає річка Гуска і кілька пересихаючих струмків з греблями. На відстані до 1 км розташовані села Глиняне, Білоусівка, Новомихайлівка, Закумське і Кононенкове. Через селище проходять автомобільна дорога Р61 і залізниця, станції Торопилівка і Платформа 40 км.
У межах селище річки Гуска, Гола Долина впадають у річку Сумку.

## Історія
Вперше згадка про село Степанівка зафіксована 1670 року.
До 1765 року біла підпорядкована Сумському слобідському козацькому полку.
У XVII столітті село потрапило під контроль козацького клану Алфьорових тому, що територія Степанівки знаходилася в Сумській сотні. 26 серпня 1703 року сотник Андрій Маркович Алфьоров разом із сумськими мешканцями продали село Степанівка Кондратьєвим.
|                                                                                         | Активно збільшували свої маєтності і нащадки Герасима — його сини, племінники й онуки. На кінець XVIII століття їм належали села Низи (до середини XIX століття називалося Низ), Степанівка, Старе село (в 1930 році переіменоване в Червоне)... Одним із найбільших сіл Кондратьевих на той час була Степанівка. В ній проживало 559 поміщицьких підданих чоловічої статі. |
| — Б. Л. Корогод, Г. І. Корогод , Село Лікарське в контексті історії Слобідської України | |

У 1720 році збудована перша Стефанівська дерев'яна церква. В 1835 році Степанівка стала волосним центром Сумського повіту. Посівні площі в Степанівській волості були зайняті переважно зерновими культурами. Основними культурами, які вирощують селяни, залишаються жито, ячмінь та овес.
У 1846 році збудовано кам'яну Стефанівську церкву. Старостою обрано поміщика Д. О. Хрущова. У 1876 році на кошти поміщика Миколи Макаренка була збудована кам'яна двопрестольна церква Святого Георгія Побідоносця. Храми були зруйновані у 1930-х роках. Георгіївський храм урочисто відкрито 12 вересня 2004 року.
За даними на 1864 рік у власницькому селі Сумського повіту Харківської губернії мешкало 1743 особи (712 чоловіків та 728 — жінок), налічувалось 1440 дворових господарств, існували православна церква, винокурний та селітряний заводи.
Станом на 1914 рік село було центром Степанівської волості, кількість мешканців зросла до 3456 осіб.

### Друга світова війна
Німецька окупація села тривала з жовтня 1941 до вересня 1943 року. До Червоної армії було мобілізовано 638 жителів, з них 263 не повернулися з фронту. 28 червня 1953 року на братській могилі радянських воїнів встановили пам'ятник. У 1975 році збудували меморіал Вічної Слави.

За відвагу званням Героя Радянського Союзу був відзначений Іван Макарович Мацак. Повним кавалером ордена Слави повернувся з війни Григорій Михайлович Юнак.

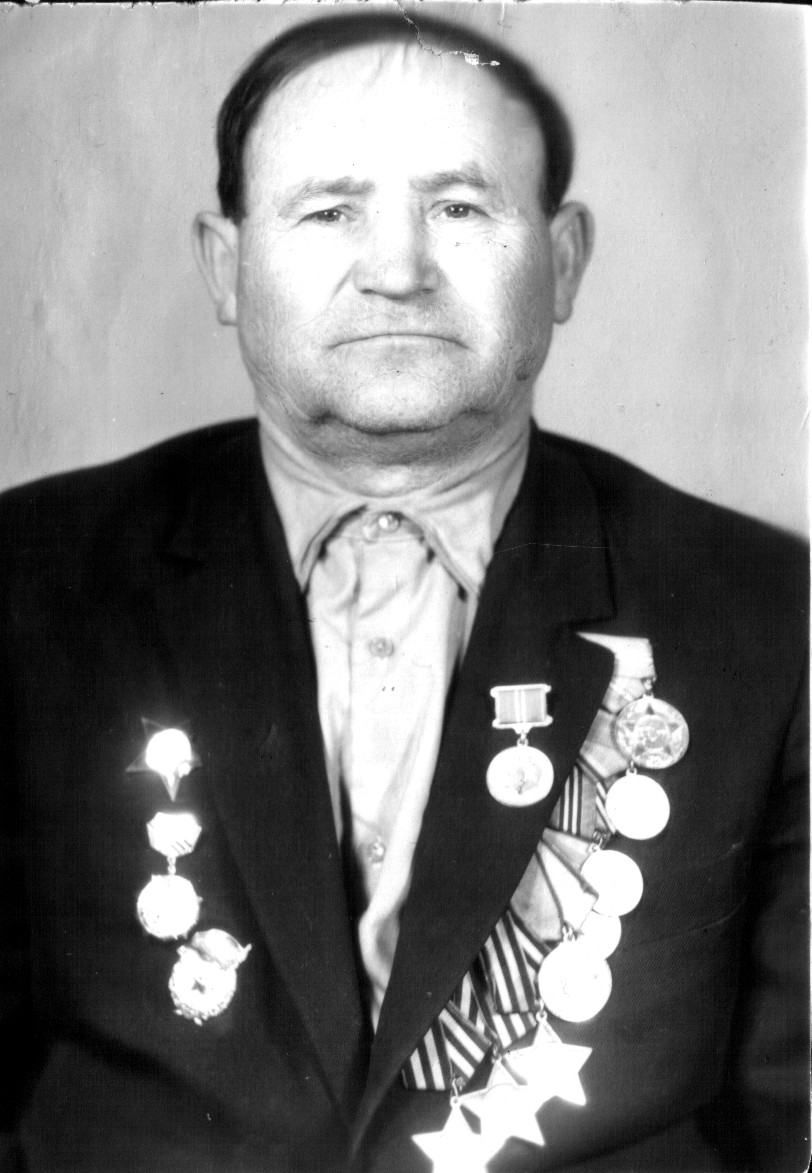
Юнак Григорій Михайлович
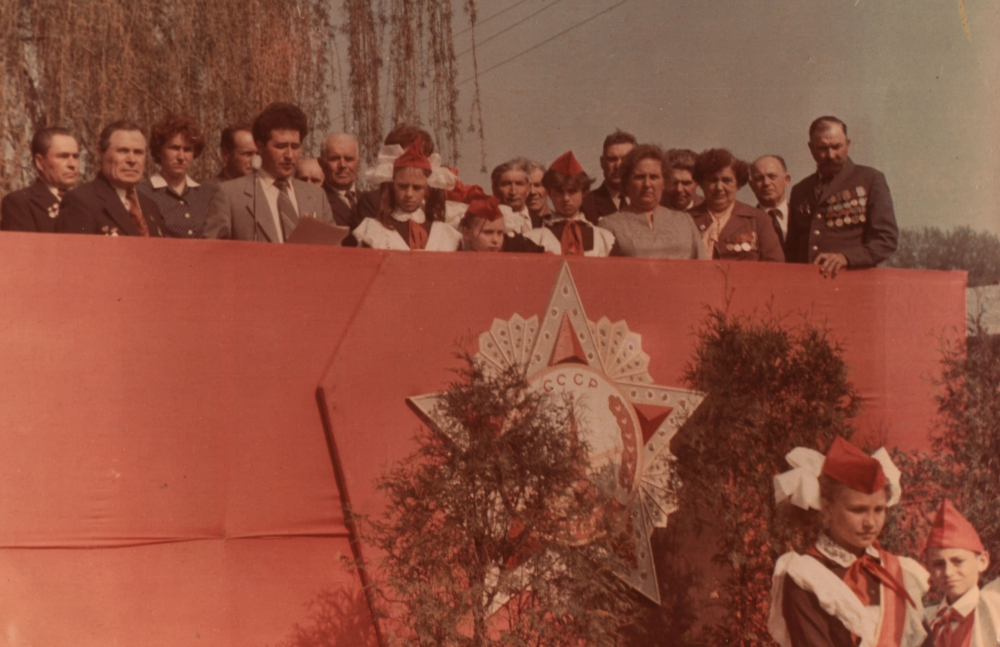
Мітинг в селищі Степанівка

### Цукровий завод
У 1895 році сумські купці Зайцеви Мойсей Іванович та Давид Іванович, Мілан Осипович Франкт, міщанин із Сум Самуіл Михайлович Варшавський, а також селян зі Степанівки Степан Іванович Клочко створили акціонерне товариство для будівництва цукрового заводу. У 1920 році цукровий завод у рамках експропріації був відібраний радянською владою у законних власників та перейшов у власність держави. Директором заводу у 1927—1933 роках був Л. М. Лазаренко. В цей час було організоване підсобне господарство на Кагадєєвці.
У воєнні роки завод працював. У післявоєнні роки підприємство розвивалося під керівництвом Є. Т. Акименка, Г. І. Климова, А. П. Литвина, В. І. Рябіченка, М. Д. Рапути, О. Д. Кириченка, А. Д. Лози.
За роки керівництва О. Д. Кириченка була здійснена широка програма капітального будівництва, відбулося технічне оновлення заводу.
З 2007 року завод не працює.

### Пекарня
Наприкінці XIX століття було зведено пекарню. Після революції 1917 року пекарня продовжувала працювати. Після реконструкції підприємство виробляло 10 тонн продукції на добу.

### Російське вторгнення в Україну (2022)
З лютого по квітень 2022 року селище потерпало від російської окупації. 28 лютого тут було знищено БТР-70 армії РФ.

## Освіта

### Дошкільна освіта
Дитячий садок «Дзвіночок» існує на території селища з 1941 року, він був переведений з селища Рогізного. За час існування садочку керівниками були Нізановська О. С., Шмигаренко М. Т., Лідія Олександрівна Литвин Л. О., Шевченко Л. І. Наразі Степанівський заклад дошкільної освіти (ясла-садочок) «Дзвіночок» Степанівської селищної ради Сумського району, керівник Козлова Тамара Бекназарівна.
Дитсадок «Жайворонок» відкритий у 1950-х роках. Станом на 2021 рік директор Кривонос Ольга Іванівна.
В 1970-х був створений дитячий садок «Орлятко» при колгоспі ім. Жданова. З 2017 року директор Клименко Оксана Володимирівна.

### Шкільництво: історія та сучасність
Перша школа працювала при церкві Святого Георгія, що збудована 1876 року. 1912 року було збудоване приміщення для земської школи на 5 класів. Згодом колишня земська школа стала 7-річною. Нині це Загальноосвітня школа I—III ступенів № 2.
В 1919 році була відкрита початкова школа при цукрозаводі, яка стала семирічкою. У 1957-му школа стала 8-річною. Комсомольська початкова школа працювала з 1961 року та до 1988 року. В 1960-х роках була збудоване приміщення для восьмирічної школи, а 1988 побудовано приміщення середньої школи (нині загальноосвітня школа I—III ступенів № 1), в якій об'єдналися Комсомольська початкова та восьмирічна. У новозбудованій школі навчалося близько тисячі учнів.

## Культура

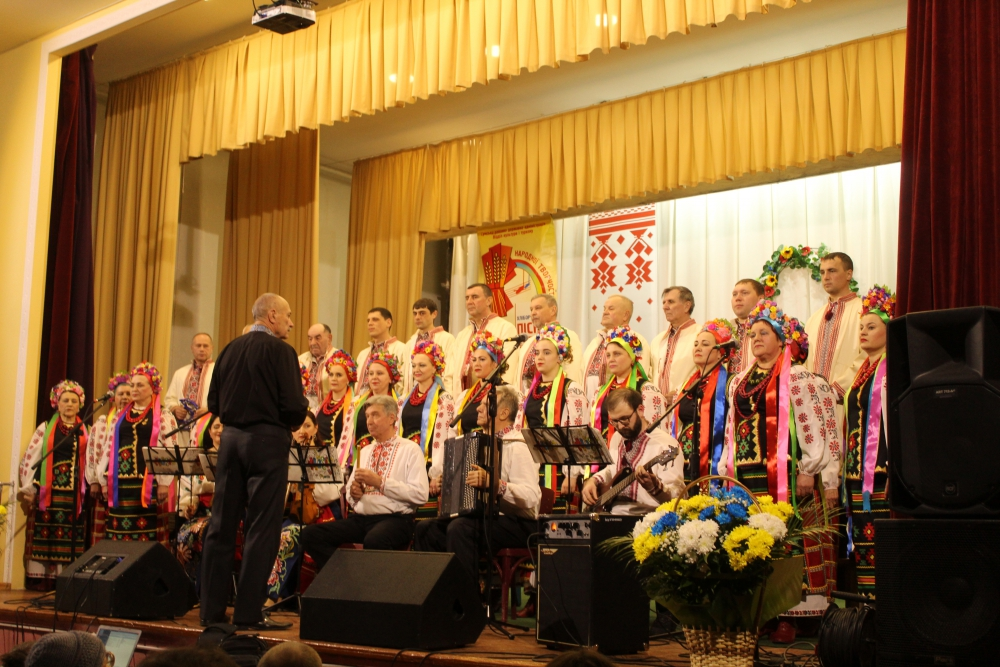
Самодіяльний народний хор, керівник М. П. Назаренко

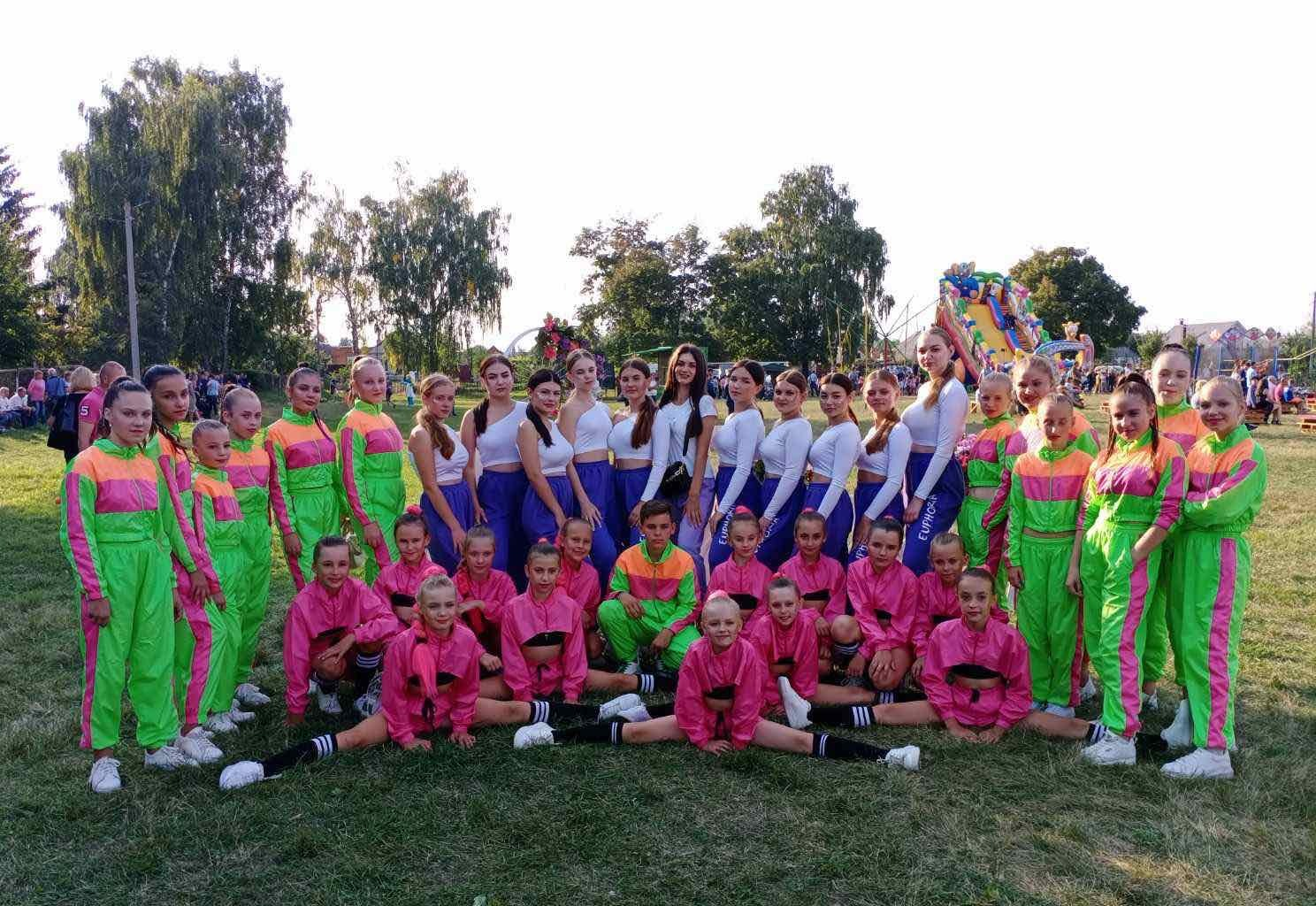
Танцювальний колектив Dance Group Euphoria, керівник М. М. Будко

З 1930 року в заводському клубі Степанівки розвивалася художня самодіяльність. Керувала клубом у 1960-1970-х роках Л. І. Зубрицька. В клубі діяв самодіяльний хор, учасниками якого були Н. І. Червякова, В. М. Марусевич, Л. Я. Акіменко, І. О. Лемешенко, О. М. Дюдіна та інші. Керував хором І. О. Івченко.
При Степанівському Будинку культури станом на 2016 рік працювало 16 гуртків, з них самодіяльний народний хор, танцювальний колектив «Dance Group Euphoria», народний ансамбль «Дивограй».
Самодіяльний народний хор при Степанівському селищному Будинку культури почав діяти з 1965 року. Звання народного хору отримав у 1984 році. Колектив протягом 30 років є учасником і лауреатом фестивалю «Хліборобська пісня». З 1981 року художній керівник хору є Микола Пилипович Назаренко, колишній викладач хорових дисциплін музичного факультету Сумського державного педагогічного університету ім. А. С. Макаренка. У репертуарі колективу десятки українських пісень та творів самодіяльних композиторів.

### Танцювальний колектив «Dance Group Euphoria»
Ейфорія — танцювальний колектив, постійний учасник культурно-масових заходів у Степанівці. Створений у 2009 році. З 2016 року керівник Марина Миколаївна Будко. 2018 року перейменовано на «Dance Group Euphoria».
2018 року є учасниками міжнародного фестивалю-конкурсу «Танцюй Українське» в Болгарії. Отримано два перших місця.
2019 року отримали чотири перших місця у фестивалі-конкурсі хореографічного мистецтва «FREEDOM» у Тростянці.
У 2021 році брали участь у фестивалі Horizont на Одещині. Отримали 3 перших місця[джерело?].

## Сучасність

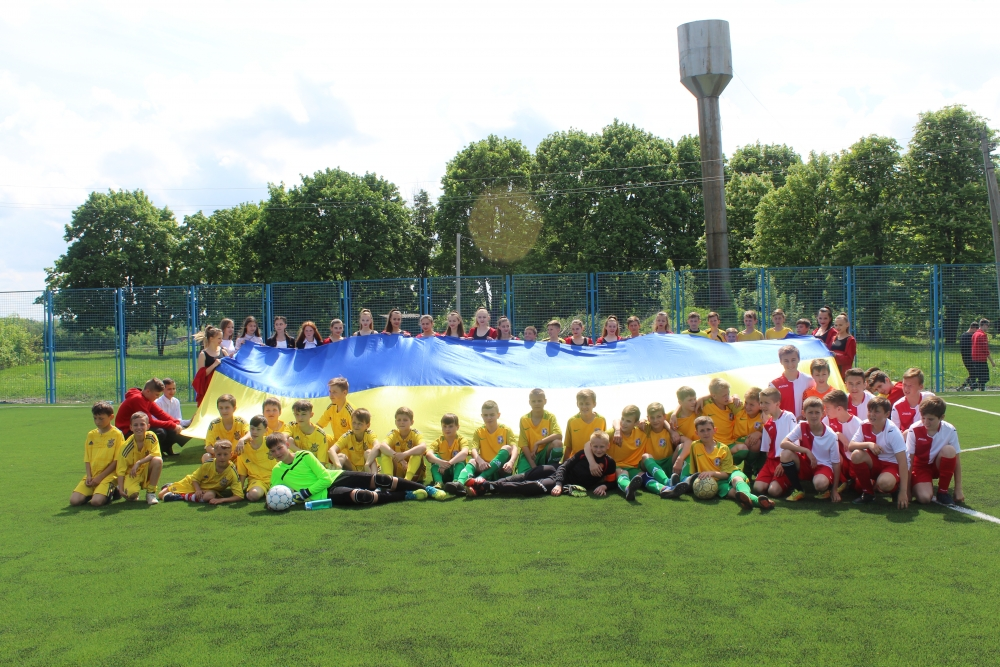
День селища Степанівка, 2019

Степанівська селищна громада станом на 2018 рік налічує 6708 жителів селища Степанівки, сіл Глиняне, Головашівка, Підліснівка, Білоусівка, Маловидівка, Новомихайлівка, Олександрівка, Степне, Червоний кут.
На території Степанівської громади працює 96 об'єктів господарювання. Інфраструктури громади: дві середні школи, три дитсадки, селищний Будинок культури та два клуби, три бібліотеки, лікарська амбулаторія та амбулаторія сімейної медицини, фельдшерський пункт. Існує любительське товариство рибалок «Степанівське».  
12 червня 2020 року, відповідно до розпорядження Кабінету Міністрів України № 723-р «Про визначення адміністративних центрів та затвердження територій територіальних громад Сумської області», селище увійшло до складу Степанівської селищної громади.

19 липня 2020 року, в результаті адміністративно-територіальної реформи та ліквідації Сумського району(1923—2020), увійшло до складу новоутвореного Сумського району.

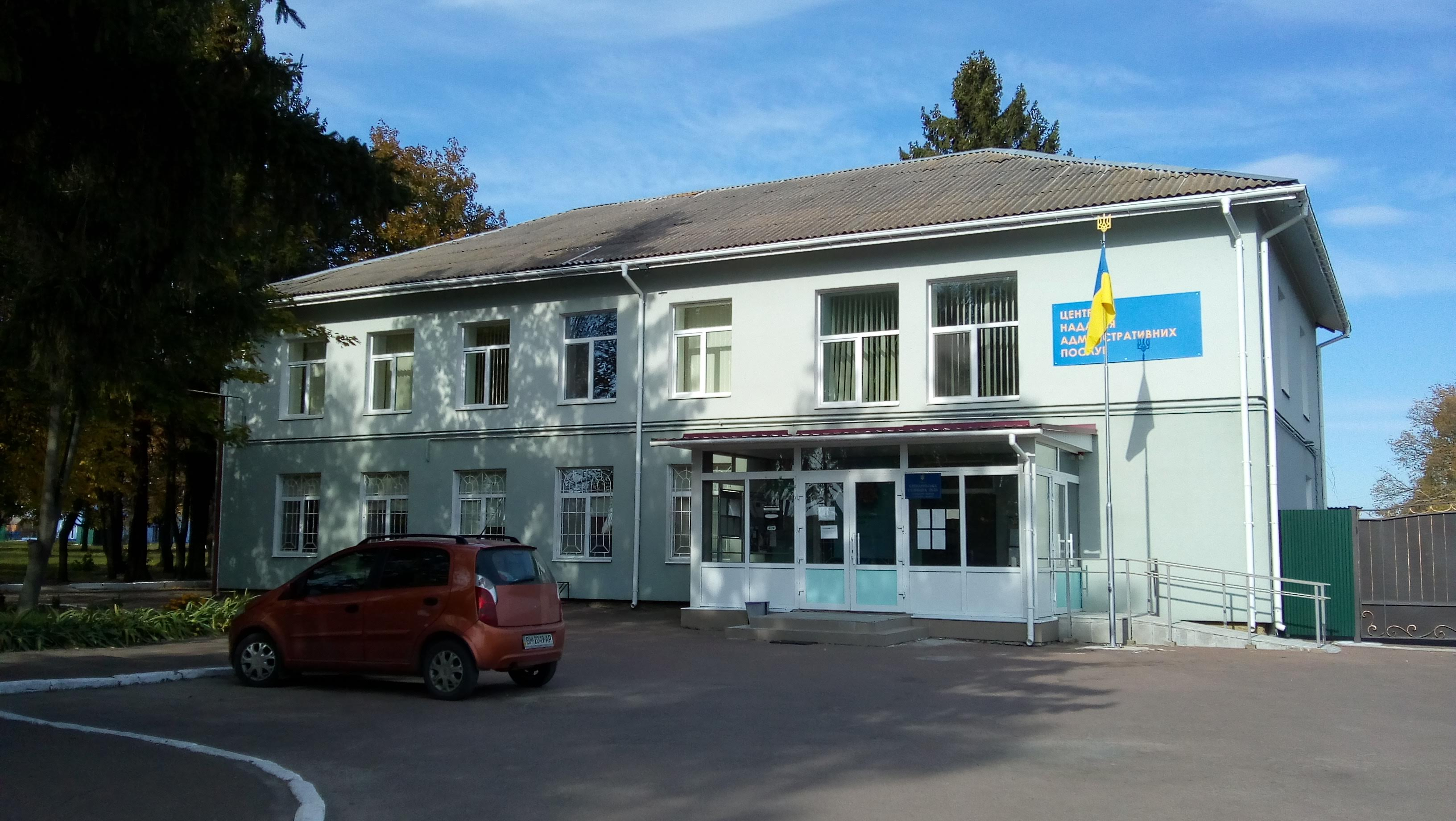
ЦНАП і селищна рада Степанівки
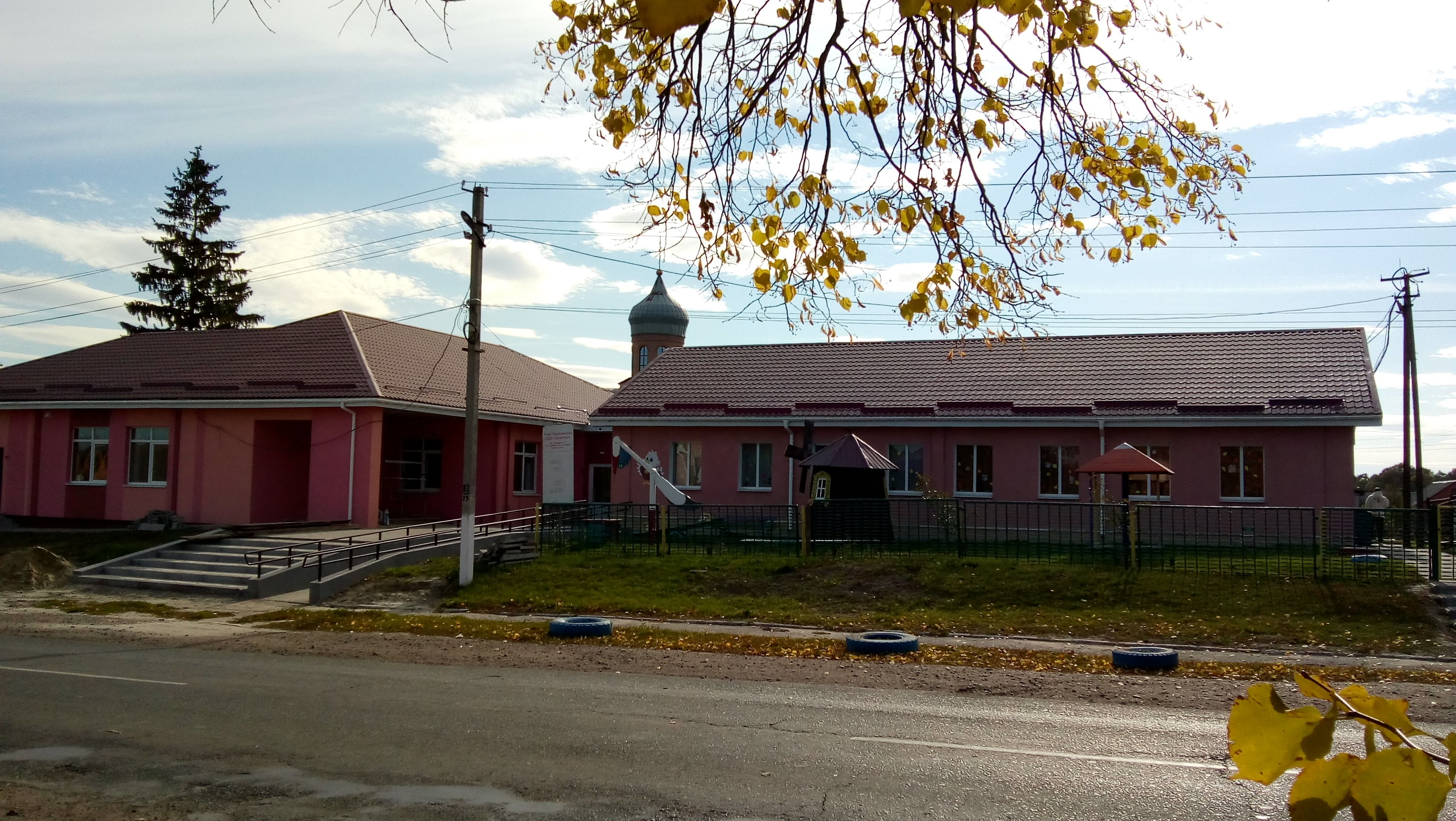
Дитячий садок Орлятко
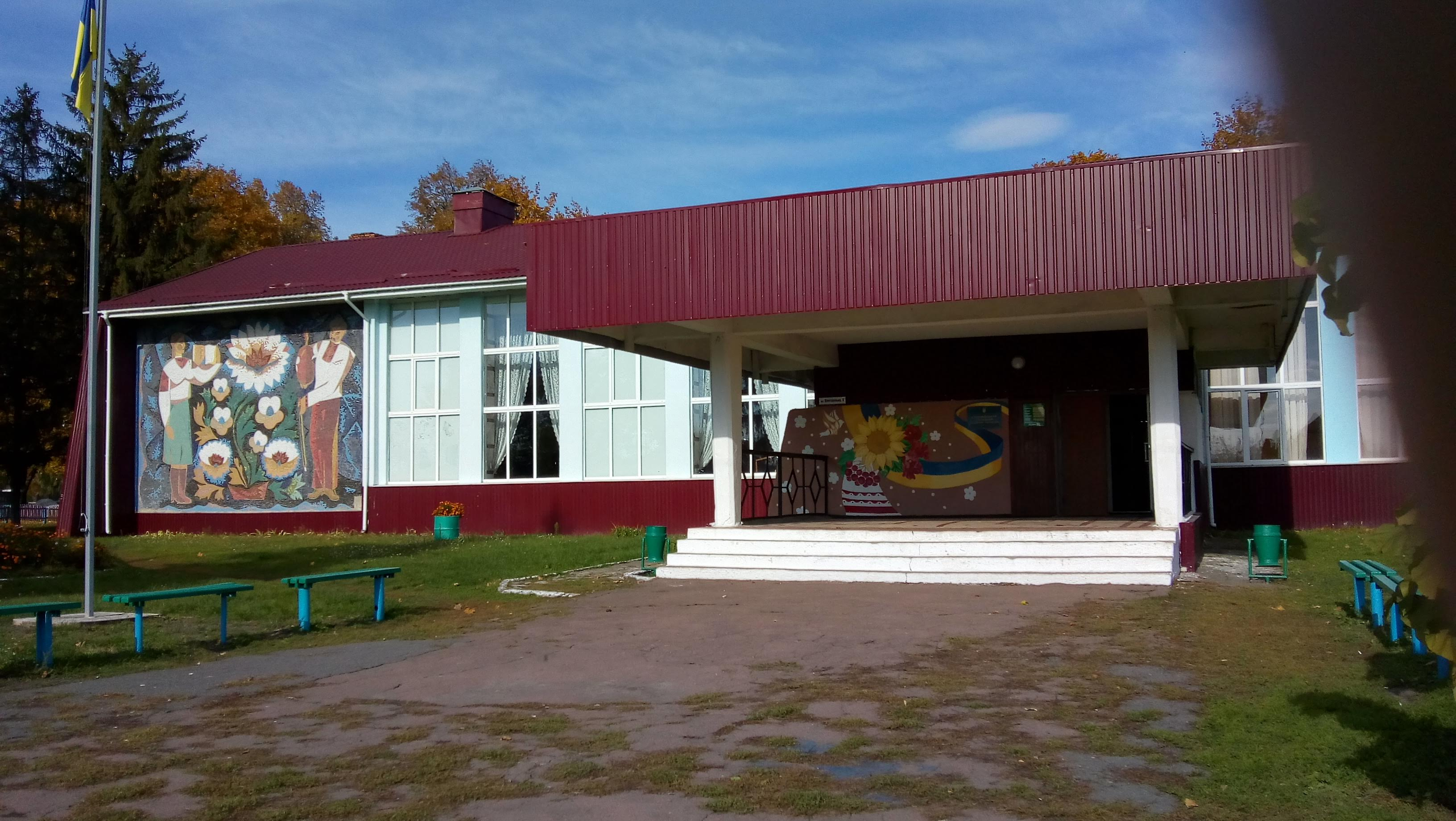
Степанівський селищний будинок культури
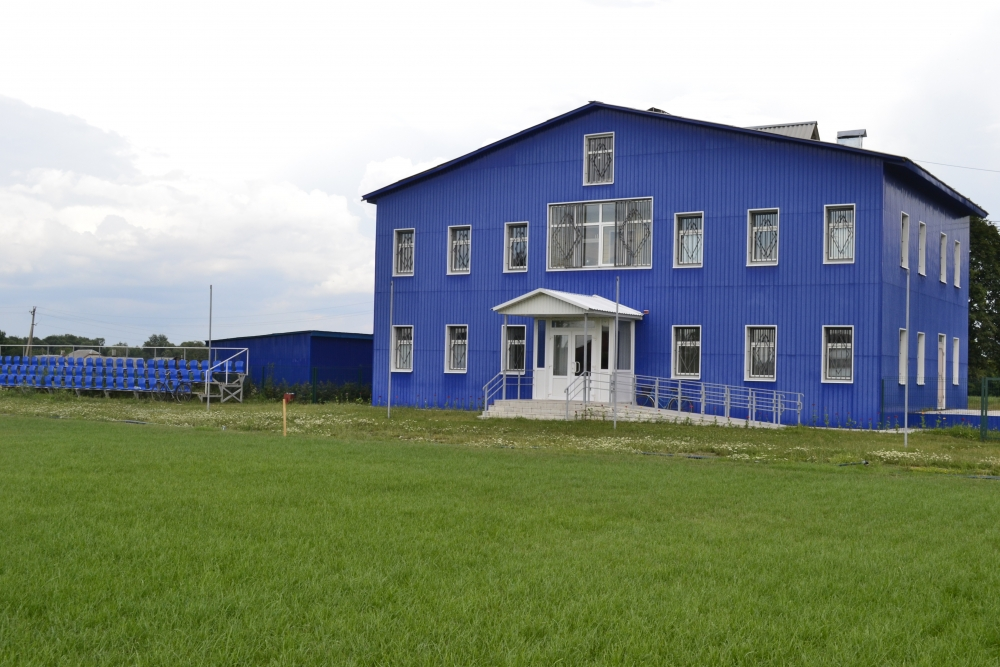
Спорткомплекс
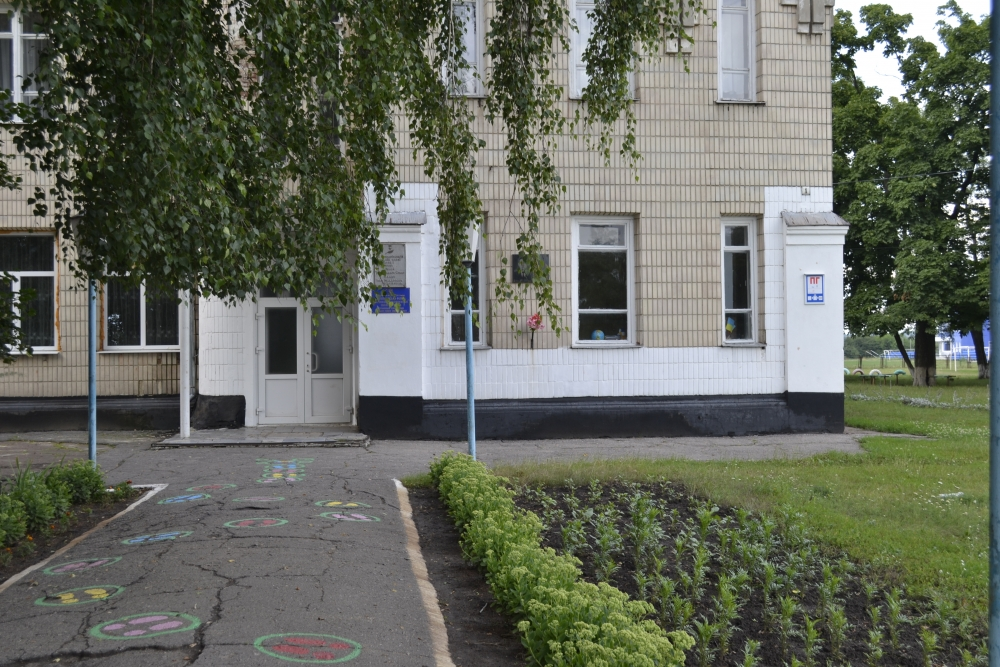
Степанівська загальноосвітня школа I—III ступенів №2

## Спорт
У селищі Степанівка існує центр фізичного здоров'я населення «Спорт для всіх». До послуг населення тренажери, секція з панкратіону, секція з боксу, фітнес. Станом на 2021 рік в центрі працює 5 інструкторів, займається спортом близько 200 осіб.
З 2021 року в підпорядкування Степанівської селищної ради перейшла Дитячо-юнацька спортивна школа (раніше Дитячо-юнацька спортивна школа Сумської районної ради Сумської області). ДЮСШ Степанівської селищної ради здобули 2-ге місце серед спортивних шкіл Сумської області (4-та група).
Команда селища Степанівка у 2021 році виборола 2-ге місце у змаганнях «Краще спортивне село Сумщини — 2021 року».

### Футбол
У футбол грали ще в довоєнні роки. На базі Степанівського цукрового заводу було організовано першу команду. Новий стадіон було збудовано завдяки Г. І. Климову. Команда мала назву «Цукровик»-Степанівка. Перший капітан І. С. Стовбун. 1964 року був завойований Кубок області серед підприємств цукрової промисловості. 1966 року тренер А. Іванов перейменував на «Супутник».
З 1993 по 2000 роки в селищі існувала дівчача команда «Мрія». Тренер Юрій Акопов. Одна із вихованок команди Тетяна Степанченко згодом увійшла до збірної України з хокею на траві та стала срібним призером чемпіонату Європи.

#### Кубок поколінь

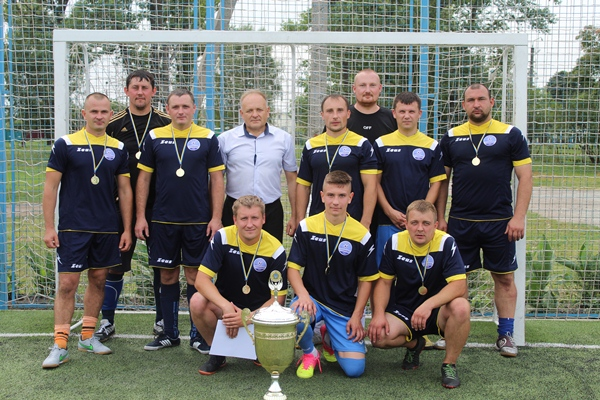
Кубок Поколінь, 2020

1997 року було започатковане змагання для спортсменів різних вікових груп «Кубок поколінь». Перший офіційний розіграш відбувся 2005 року.

#### Футбольна команда селища
Команда створена на початку 1950-х років. Тренер та капітан команди бук П. Г. Кириченко.
1981 рік команда перестала існувати.

#### Футбольна команда  відділку Сумсько-Степанівського цукрокомбінату
Створена у 1956 році, за ініціативи В. В. Тарана та В. С. Волкова. З 1957 року команда стала виступати на першості району. У 1966 році з ініціативи А. Є. Гришина команда перейменова на «Механізатор». Була заявлена на участь в обласній першості з футболу серед цукрокомбінатів. 1978 року завоювали Кубок області.
У 1991 році команда перестала існувати.

#### Будівельник
1988 року всі футболісти «Супутника» почали грати за будівельну організацію ПМК-33. У цьому ж році зайняли 1 місце у першій групі області. 1991 року гравці складу «Будівельник» перейшли грати за команду «Супутник». Тренером був Анатолій Семенець, який почав тренувати команду «Прогрес».
З 1999 року у Сумському районі стали проводити Кубок району серед ветеранів. Степанівська команда стала володарем цього кубку.
У 2004 році команда «Прогрес» перейменували на «Хдібодар», а у 2008 на ФК «Степанівка».

#### Кращі гравці
Найкращі гравці за всі часи степанівського футболу: Анатолій Куц, Віктор Кібенко, Володимир Бухановський, Леонід Бухановський, Микола Шерстюк, Володимир Ольшанченко, Олександр Беліба, Володимир Стеценко, Віктор Кошель, Олександр Закалюжний, Юрій Сорока, Андрій Морщ, Андрій Єрмак, Микола Єрмак, Олег Гусєв.

#### Сучасність
У 2019 році було відкрито міні-футбольний майданчик. 2020 року був проведений Відкритий Чемпіонат Сумського району серед ветеранів (вікова група «45 років і старші»). Володимир Ніколенко отримав звання «Кращий воротар змагань».
Станом на 2021 рік в селищі існує 4 дорослих і 3 юнацьких футбольні команди.

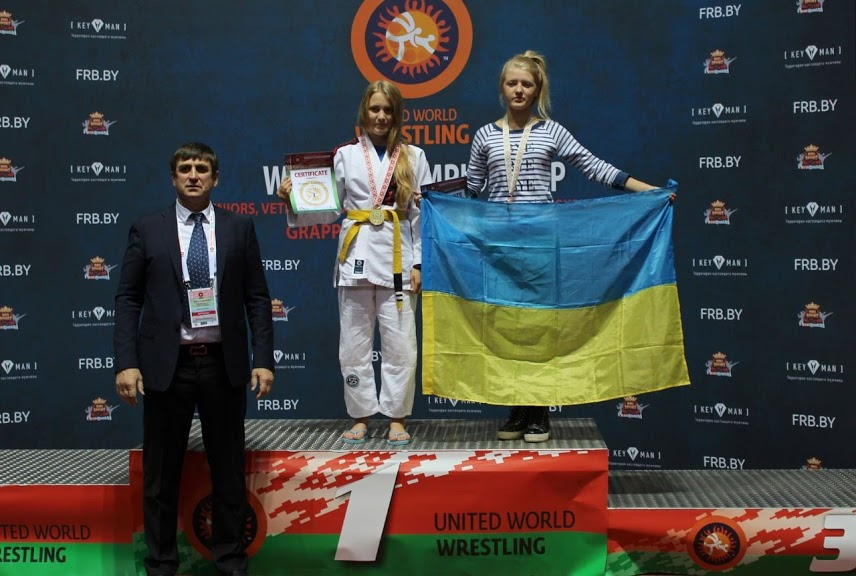
Бронза Віти Шевченко, 2016

### Панкратіон
Заняття з панкратіону проводяться з 2 квітня 2012 року. Тренер Сергій Асютченко. Перше спорядження було придбане за власні кошти тренера.
2013 року вихованець Іван Крамар став Чемпіоном України. З 14 по 18 серпня 2013 року взяв участь у змаганнях у складі збірної України, зайняли 1-е місце. Іван здобув перемогу у розділах NO-GI і GI/BJJ у категорії до 59 кг.
З 2014 року заняття почали проводити у класній кімнаті Степанівської загальноосвітної школи І-ІІІ ступенів. Степанівська команда брала участь у чемпіонаті Сумської області: Іван Крамар здобув 1-ше місце.
У 2016 році Віта  Шевченко отримала бронзову медаль на міжнародному турнірі у Білорусії.

## Економіка
На території сучасної Степанівської ОТГ існує понад 100 суб'єктів господарювання. Найбільші з них:
- ТОВ «Райз-Північ». Засноване 12.03.2007 року.
- ТОВ «Агротермінал Констракшин». Засноване 15.06.2015 року.
- ПрАТ «Райз Максимко». Засноване 26.05.1999 року.
- ТОВ Агрофірма «Владана». Засноване 28.04.2000 року.
- ТОВ «Сумське управління механізації, будівництва та автотранспорту». Засноване 26.09.2000 року.
- ПП «КВАЗАР-1». Засновано 16.12.1993 року.
- ТОВ «Агролайфцентр». Засновано в 2010 році.
- ТОВ «Український дистрибуційний центр».
- ТОВ «Хлібодар». Засноване у лютому 2004 року

## Пам'ятки та меморіали

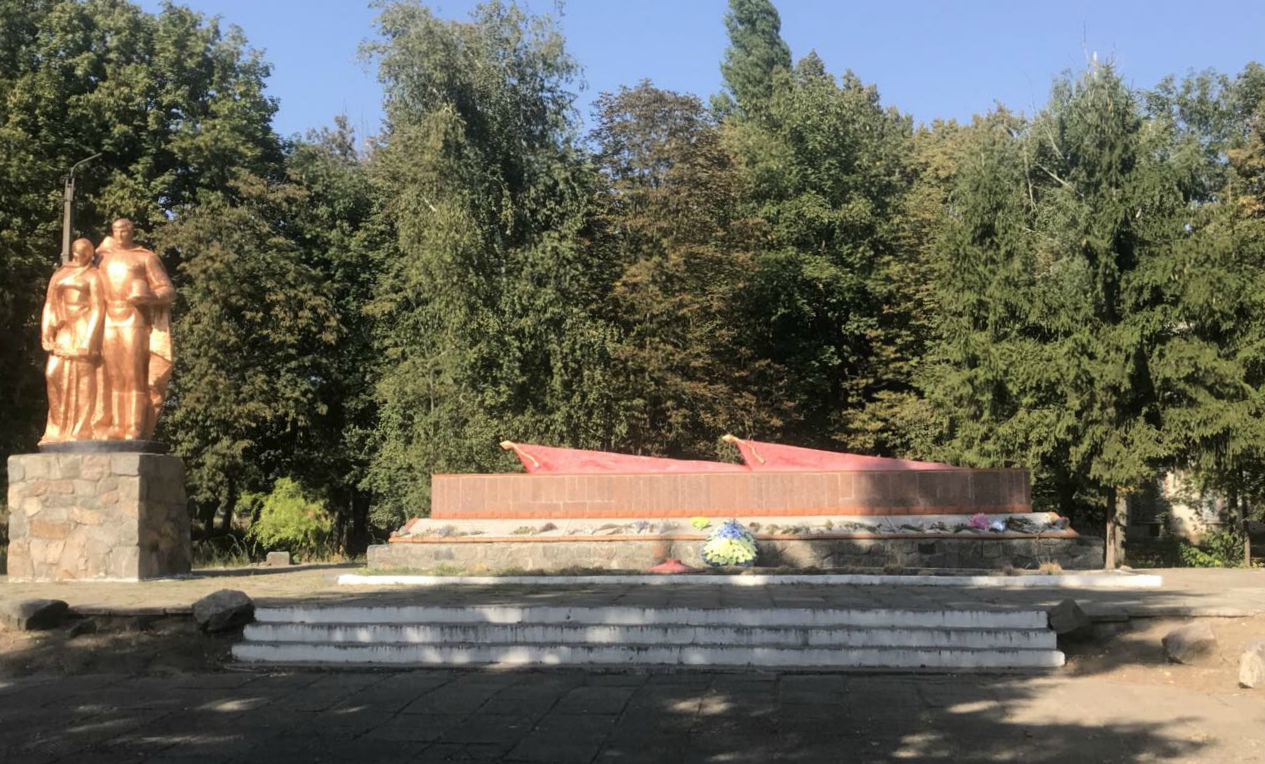
Меморіальний комплекс загиблим воїнам в роки Другої світової війни
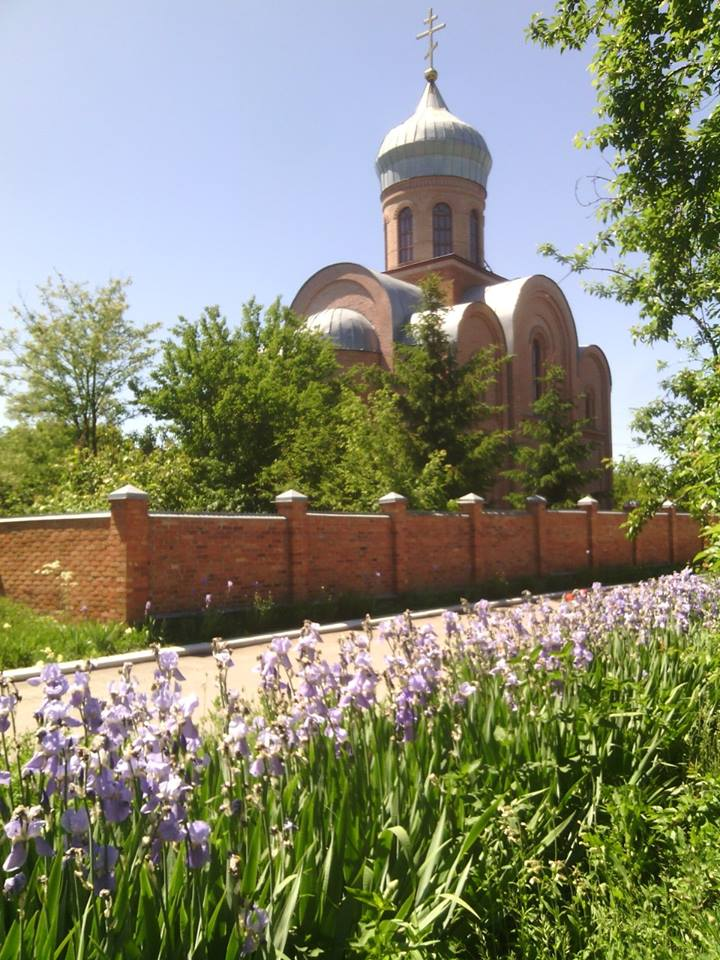
Храм Святого Георгія Побідоносця

## Транспортне сполучення
Мешканці селища Степанівка користуються залізничною станцією Торопилівка, що розташована на двоколійній неелектрифікованій лінії Білопілля — Баси між станціями Суми та Головашівка
| Автобусні маршрути, які курсують через Степанівку | Автобусні маршрути, які курсують через Степанівку |
| № маршруту                                        | Напрямок                                          |
| ------------------------------------------------- | ------------------------------------------------- |
| 184                                               | Суми- Головашівка                                 |
| 185                                               | Суми- Степанівка                                  |
| 186                                               | Суми- Підліснівка                                 |

## Населення

### Чисельність населення
| 1970  | 1979  | 1989  | 2001  | 2016  | 2017  | 2018  | 2019  | 2020  |
| ----- | ----- | ----- | ----- | ----- | ----- | ----- | ----- | ----- |
| 4,002 | 4,443 | 5,411 | 5,269 | 5,543 | 5,549 | 5,545 | 5,490 | 5,442 |

### Мова
Розподіл населення за рідною мовою за даними :
| Мова            | Кількість | Відсоток |
| --------------- | --------- | -------- |
| українська      | 4745      | 92.14%   |
| російська       | 230       | 5.05%    |
| білоруська      | 26        | 0.51%    |
| вірменська      | 5         | 0.10%    |
| ромська         | 1         | 0.02%    |
| інші/не вказали | 143       | 2.18%    |
| Усього          | 5150      | 100%     |

## Персоналії
- Антонов Валерій — український військовик, учасник російсько-української війни[30].
- Бондаренко Богдан Сергійович — український військовик, учасник російсько-української війни[31].
- Борсай Сергій Васильович — український військовик, учасник російсько-української війни[32].
- Галета Юрій Олександрович — український військовик, учасник російсько-української війни[33].
- Гусєв Олег Анатолійович — український футболіст, півзахисник «Динамо» (Київ) і національної збірної України.
- Євтушенко Микола Юрійович — український гідробіолог. Доктор біологічних наук. Член-кореспондент НАН України (обрано 25 листопада 1992 року).
- Кузнєцова Тетяна Василівна — доктор наук із соціальних комунікацій, професор.
- Мацак Іван Макарович — старшина Робітничо-селянської Червоної армії, учасник німецько-радянської війни, Герой Радянського Союзу.
- Пономаренко Микола Степанович (1893—1952) — радянський композитор і педагог, заслужений діяч мистецтв Молдавської РСР.
- Садовський Іван Михайлович — ветеринарний лікар, анатом, мікробіолог, один з організаторів ветеринарної справи в Україні і в Російській імперії в цілому.
- Семенець Анатолій Іванович — заслужений тренер України, перший тренер заслуженого майстра спорту України Олега Гусєва.
- Спасьонов Василь Володимирович (1975—2014) — підполковник 51-ї окремої механізованої бригади Сухопутних військ ЗС України; загинув під час проведення антитерористичної операції на сході України.
- Степанченко Тетяна — воротар, гравець клубу з хокею на траві МСК «Сумчанка» та національної збірної України, майстер спорту України міжнародного класу.
- Тарасенко Андрій Павлович (1981—2023) — український військовий, підполковник, заступник командира 128-ї окремої гірсько-штурмової бригади Збройних сил України, учасник російсько-української війни, що трагічно загинув під час російського вторгнення в Україну в листопаді 2023 року.
- Шапаренко Олександр Максимович (1946 р.н.) — український радянський веслувальник, байдарочник, дворазовий олімпійський чемпіон 1968 та 1972 років.
- Школьник Інна — доктор економічних наук, професор, завідувач кафедри фінансів, банківської справи та страхування Навчально-наукового інституту бізнес-технологій «УАБС» Сумського державного університету.
- Юнак Григорій Михайлович — сапер саперного взводу 138-го гвардійського стрілецького полку 48-ї гвардійської стрілецької дивізії 70-ї армії 1-го Українського фронту, повний кавалер Ордена Слави.

## Цікаві факти
- У 2016 році жителька Степанівки Олена Гулицька стала володаркою премії «Мама року» у категорії «Успіх»[34].